# Mespelbrunn

Gemeindegebiet mit Gemeindeteilen von Mespelbrunn

Hessenthal

Mespelbrunn ist eine Gemeinde und ein Dorf im unterfränkischen Landkreis Aschaffenburg.

## Geografie

### Geografische Lage
Die Gemeinde liegt mitten im Spessart im oberen Elsavatal. Durch den Ort führt die Staatsstraße 2308. Der topographisch höchste Punkt der Gemeinde befindet sich mit 486 m ü. NHN (Lage) in der Nähe des Echterspfahls, der niedrigste liegt südlich von Mespelbrunn an der Elsava auf 242 m ü. NHN (Lage).

### Gemeindegliederung
Mespelbrunn hat drei Gemeindeteile auf zwei Gemarkungen:
- Hessenthal
- Mespelbrunn (ehemals Neudorf)
  - Mespelbrunn (Flur Mespelbrunn mit dem Schloss Mespelbrunn)
  - Mespelbrunn (ehemals Neudorf)

Die früheren Gemeindeteile Oberneudorf und Unterneudorf sind heute baulich verwachsen und bilden den Gemeindeteil Mespelbrunn.

### Nachbargemeinden
| Gemeinde Bessenbach                     |                                             | Waldaschaffer Forst (gemeindefreies Gebiet) |
| Forst Hohe Wart (gemeindefreies Gebiet) | Kompassrose, die auf Nachbargemeinden zeigt | Rohrbrunner Forst (gemeindefreies Gebiet)   |
| Gemeinde Leidersbach                    | Gemeinde Heimbuchenthal                     |                                             |

## Name

### Namensherkunft
Die Gemeinde Mespelbrunn führte früher den Namen Neudorf, der im deutschen Sprachraum sehr oft vorkommt. Der Name besteht aus den mittelhochdeutschen Wörtern niuwe, das „neu“ bedeutet und dorf. Der Ort wurde in Ober- und Unterneudorf eingeteilt. Am 1. August 1938 erhielt der Ort den Namen des überregional bekannten Wasserschlosses Mespelbrunn, dessen Gemarkung 1842 der damaligen Gemeinde Neudorf zugeschlagen wurde. Der Name des Schlosses Mespelbrunn geht auf die Quelle (mhd. burn) des Krebsbaches zurück, die wohl von Espen (mhd. espin) oder Mispeln umstanden war. Sie bekam den Namen Espinburn, welcher dann auf das Schloss und später als Mespelbrunn auf die Gemeinde überging.

### Frühere Schreibweisen
Die früheren Schreibweisen aus diversen historischen Karten und Urkunden beziehen sich auf das Schloss Mespelbrunn und zuvor auf die Wasserquelle.
| Jahr | Schreibweise |
| ---- | ------------ |
| 1359 | Espilburn    |
| 1412 | Espelborn    |
| 1435 | Meßpelbron   |
| 1510 | Mespelborn   |
| 1561 | Mespelbrun   |
| 1562 | Messelbrun   |
| 1601 | Mespelbrunn  |

## Geschichte

### Neudorf
Mespelbrunn trug früher den Namen Neudorf. Die Gemeinde übernahm am 1. August 1938 den Namen von Schloss und der Flur Mespelbrunn.
Erstmals schriftlich erwähnt wurde das Dorf in einer Steuerliste Mitte des 13. Jahrhunderts als „nova villa“ (Neudorf). Der Ort geht vermutlich zurück auf weilerartige Erweiterungen des Dorfes Hessenthal auf der Ostseite der Elsava, die zu einer neuen Dorfschaft zusammengefasst wurden.

### Verwaltungsgeschichte
1812 gehörte Mespelbrunn, damals unter dem Namen Mairie Neudorf, mit dem gräflich von Ingelheim'schen Schloss und dem Jägerhaus Mespelbrunn sowie einem großherzoglichen Forsthaus mit insgesamt 79 Feuerstellen und 637 Einwohnern zur Districtsmairie Rothenbuch des Departements Aschaffenburg im Großherzogtum Frankfurt. Mair war Johann Maier. Seine Adjunkte hießen Adam Rothaug und Johann Wohnalter. Der Schullehrer hieß Georg Stein. Schloss und Jägerhaus gehörten
zugleich zum gräflich Ingelheim'schen Patrimonialamt Unterhausen.
1814 kam Mespelbrunn zum Königreich Bayern, wo es ab 1. Oktober im Landgericht älterer Ordnung Rothenbuch lag.
Am 1. Juli 1862 wurde aus den Landgerichten älterer Ordnung Aschaffenburg und Rothenbuch das Bezirksamt Aschaffenburg gebildet, auf dessen Verwaltungsgebiet Neudorf fortan lag.
1939 wurde wie überall im Deutschen Reich die Bezeichnung Landkreis eingeführt. Mespelbrunn war nun eine der 33 Gemeinden im Altkreis Aschaffenburg. Dieser schloss sich am 1. Juli 1972 mit dem Landkreis Alzenau in Unterfranken zum neuen Landkreis Aschaffenburg zusammen.

### Eingemeindungen
Die Gemeinde wurde am 1. Juli 1972 durch den Zusammenschluss der Gemeinden Hessenthal und Mespelbrunn gebildet.

### Einwohnerentwicklung
Im Zeitraum 1988 bis 2018 stieg die Einwohnerzahl von 2105 auf 2226 um 121 Einwohner bzw. um 5,8 %. 1992 hatte die Gemeinde 2574 Einwohner.
Quelle: BayLfStat

## Politik

### Gemeinderat
Der Gemeinderat besteht aus 14 Ratsmitgliedern. Dies ist die festgelegte Anzahl für eine Gemeinde mit einer Einwohnerzahl zwischen 2001 und 3000. Der Gemeinderat wird für jeweils sechs Jahre gewählt.
Stimmberechtigt im Rat der Gemeinde ist außerdem der erste Bürgermeister.
Die vergangenen Kommunalwahlen ergaben die folgende Sitzverteilungen:
| Partei           | 2020 | 2014 |
| ---------------- | ---- | ---- |
| CSU              | 9    | 8    |
| Freie Bürger 84  | 5    | 4    |
| SPD/Freie Wähler | –    | 2    |

### Bürgermeisterin
Erste Bürgermeisterin ist seit 28. März 2018 Stephanie Fuchs (CSU). Vorgänger war Erich Schäfer (CSU).

## Verwaltung
Die Gemeinde ist Mitglied der Verwaltungsgemeinschaft Mespelbrunn mit Sitz in Heimbuchenthal.

## Wappen
| Wappen Gde. Mespelbrunn | Blasonierung: „In Rot das silberne Schlossportal von Mespelbrunn, oben belegt mit einem blauen Schild, darin ein silberner Schrägbalken, belegt mit drei blauen Ringen; in der Portalöffnung ein aus dem unteren Schildrand wachsender silberner Haselnusszweig mit einer Nuss und zwei Blättern.“ |
| Wappen Gde. Mespelbrunn | Wappenbegründung: Das Wappen wurde 1986 verliehen und zeigt das Portal des Wasserschlosses Mespelbrunn der Familie Echter mit dem Familienwappen. Der Haselnusszweig steht für Hessenthal, das sich von „Haseltal“ ableitet. Silber und Rot sind die Farben des Kurstaats Mainz.                   |

## Kultur und Sehenswürdigkeiten

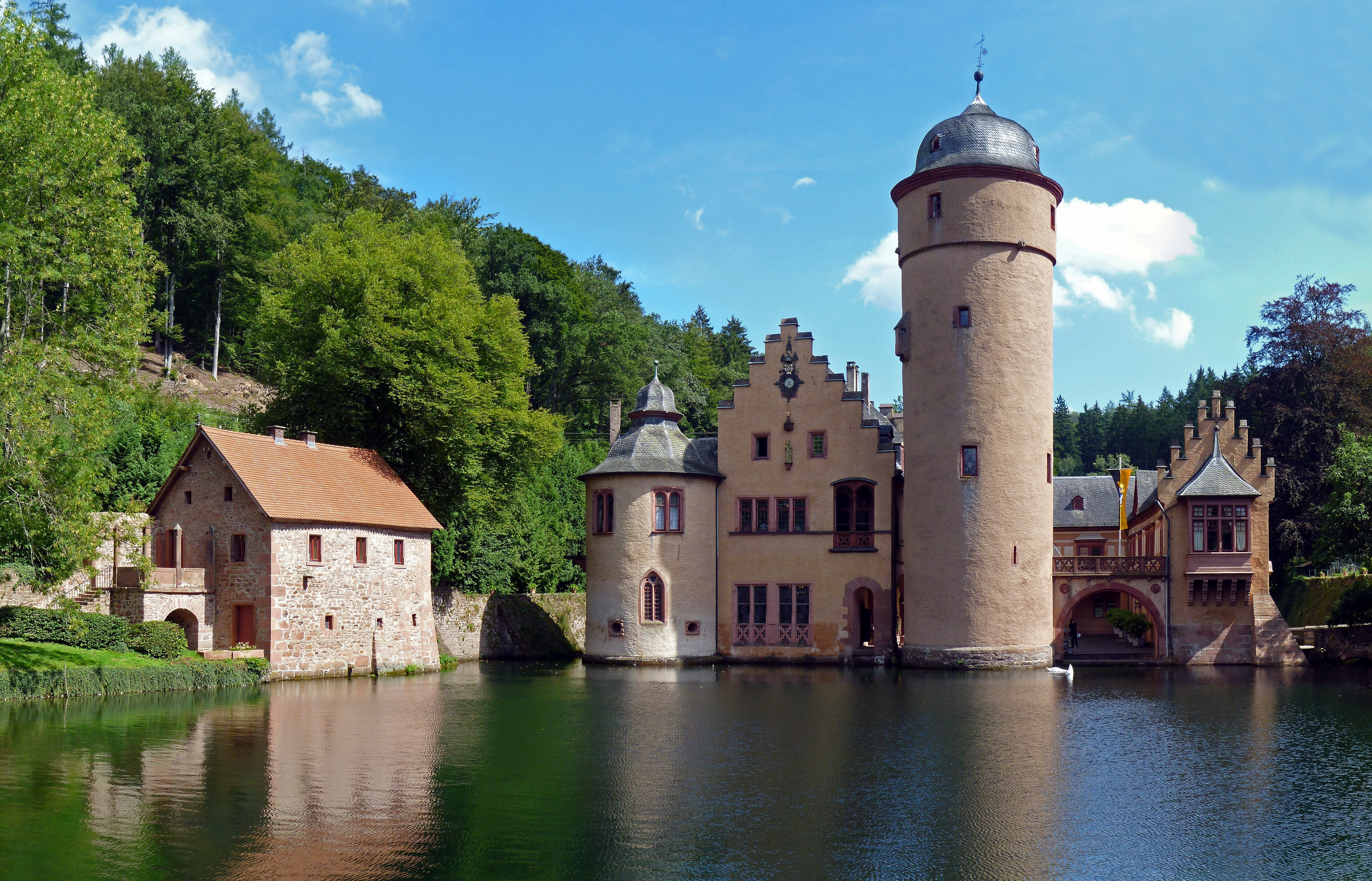
Wasserschloss Mespelbrunn

Mespelbrunn lebt vor allem vom Tourismus und ist durch das romantische Wasserschloss Mespelbrunn bekannt (ausgebaut ab 1551 von Familie Echter). In Mespelbrunn und am Wasserschloss wurden mehrere Szenen von Das Wirtshaus im Spessart gedreht, einem deutschen Filmklassiker aus den 1950er Jahren.
Eine weitere bedeutende Sehenswürdigkeit ist die im Ortsteil Hessenthal gelegene dreischiffige Wallfahrtskirche mit

Gruftkapelle der Grafen von Ingelheim aus dem Jahre 1875

- der gotischen Wallfahrtskapelle (Grablege der Echter mit einem Renaissancegrabmal der Eltern und Geschwister von Julius Echter von Mespelbrunn),
- einer Gnadenkapelle mit spätgotischer Pietà als Gnadenbild und
- mit einer Kreuzigungsgruppe von Hans Backoffen und einer Tilman Riemenschneider zugeschriebenen Beweinung Christi in einem Anbau von Hans Schädel aus den 1950er Jahren.

## Söhne und Töchter des Ortes
- Julius Echter von Mespelbrunn (1545–1617), Fürstbischof von Würzburg und Herzog von Franken.
- Valentin Echter von Mespelbrunn (1550–1624), Reichshofrat und Amtmann
- Jakob Brand (1776–1833), erster Bischof des Bistums Limburg
- Gustav Ruhland (1860–1914), Nationalökonom und Agrarpolitiker.
- Albrecht Graf von Ingelheim (1944–2006), Kommunalpolitiker und Besitzer von Schloss Mespelbrunn
- Felix Ruckert (* 1959), Tänzer und Choreograph.